# マルク・マイリング
マルク・マイリング（Marcus "Marc" Meiling  1962年3月22日 - ）は、ドイツのシュトゥットガルト出身の柔道選手。現役時代は95kg級の選手。身長194cm。

## 人物
柔道は8歳の時に始めた。最初は86kg級で活躍していて、1984年ロサンゼルスオリンピックに出場するも2回戦で敗れた。1986年からは階級を95kg級に上げた。1988年ソウルオリンピックでは決勝でブラジルのアウレリオ・ミゲルに注意で敗れて2位となった。その後、1989年の世界選手権で3位となると、1991年の世界選手権でも3位決定戦で賀持道明を2-1の判定で破って3位となった。しかし、1992年バルセロナオリンピックには国内予選で敗れて出場できなかった。1993年の世界選手権では3位決定戦で甲斐康浩を注意で破って3大会連続で3位になった。

## 主な戦績
86kg級での戦績
- 1984年 - フランス国際　3位
- 1984年 - ドイツ国際　2位
- 1985年 - イギリス国際　優勝
- 1985年 - ポーランド国際　3位

95kg級での戦績
- 1986年 - チェコ国際　3位
- 1986年 - ベルギー国際　優勝
- 1986年 - ドイツ国際　3位
- 1987年 - フランス国際　3位
- 1987年 - ポーランド国際　優勝
- 1987年 - 世界選手権　5位
- 1988年 - ドイツ国際　2位
- 1988年 - ポーランド国際　優勝
- 1988年 - ソウルオリンピック　2位
- 1989年 - ドイツ国際　2位
- 1989年 - ヨーロッパ選手権　3位
- 1989年 - 世界選手権　3位
- 1990年 - チェコ国際　優勝
- 1990年 - ヨーロッパ選手権　2位
- 1991年 - フランス国際　3位
- 1991年 - ドイツ国際　3位
- 1991年 - オランダ国際　3位
- 1991年 - イギリス国際　優勝
- 1991年 - 世界選手権　3位
- 1992年 - ドイツ国際　2位
- 1992年 - 嘉納杯　3位
- 1993年 - ベルギー国際　2位
- 1993年 - ドイツ国際　優勝
- 1993年 - オランダ国際　3位
- 1993年 - オーストリア国際　優勝
- 1993年 - 世界選手権　3位
- 1994年 - ドイツ国際　優勝
- 1994年 - オランダ国際　3位
- 1994年 - ワールドカップ団体戦　2位
- 1995年 - ベルギー国際　3位
- 1995年 - フランス国際　3位